# Бјанце
Бјанце (итал. Bianzè) је насеље у Италији у округу Верчели, региону Пијемонт.
Према процени из 2011. у насељу је живело 1777 становника. Насеље се налази на надморској висини од 185 м.

## Становништво
| 1931. | 1936. | 1951. | 1961. | 1971. | 1981. | 1991. | 2001. | 2011. |
| ----- | ----- | ----- | ----- | ----- | ----- | ----- | ----- | ----- |
| 2.999 | 3.032 | 3.016 | 2.892 | 2.594 | 2.370 | 2.166 | 2.038 | 2.028 |